# Zulmiro de Carvalho
Zulmiro de Carvalho (Aldeia Alegre, Valbom, Gondomar, 12 de Março de 1940 — ) é um escultor e professor  português.

## Biografia

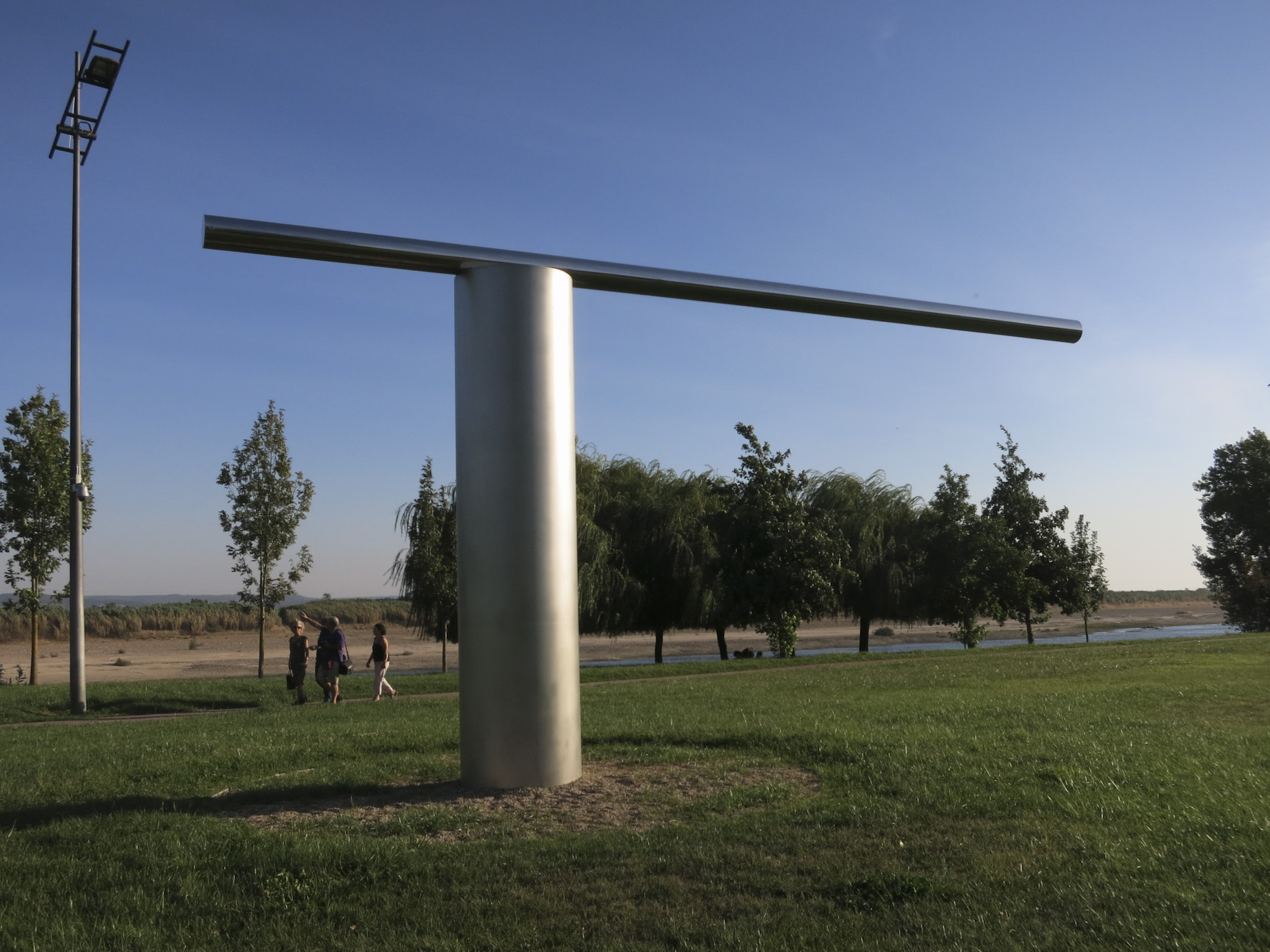
Linha da Terra e do Rio, 2012, aço inox polido e escovado. Parque de escultura contemporânea Almourol, Vila Nova da Barquinha

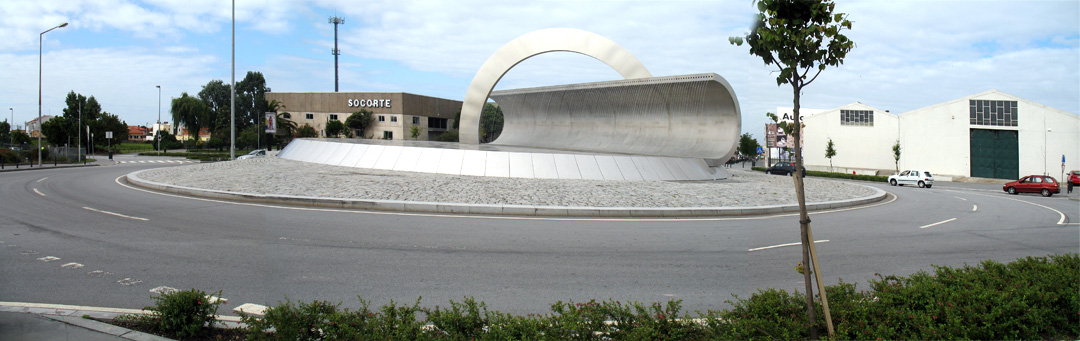
O Sol e o Mar, 2006, aço inox, água; Rotunda da Exponor, Matosinhos

Frequentou a Escola de Artes Decorativas Soares dos Reis, Porto (1952-1958). Formou-se em escultura na Escola Superior de Belas Artes do Porto em 1968, onde viria a ser professor (1969-71; 1973-95).
Ainda estudante, participou nas Exposições Extra-Escolares, com trabalhos nos quais já se identificavam algumas das principais características de fases de maior maturidade do seu trabalho, nomeadamente a escultura depurada de formas geométricas e materiais simples.
Entre 1971 e 1973 estudou em Londres, na St. Martin's School of Art, como bolseiro da Fundação Calouste Gulbenkian, onde aprofundou o conceito da integração da escultura no espaço habitado, muitas vezes traduzida em obras de vocação monumental, mesmo que de reduzidas dimensões.
Na maioria das suas esculturas, o seu trabalho ocupa-o a nível do projecto, sendo a execução deixada a cargo de técnicos especializados. Denota-se uma sensibilidade à textura das pedras, linhas e granulados da madeira e vestígios de corrosão dos metais.
O desenho é uma activade distinta e autónoma da escultura. No entanto, os suportes e materiais opulentos na sua materialidade e simples na sua natureza, a espessura dos traços e o vigor no gesto que exigem ou implicam, denunciam um envolvimento físico tradicionalmente associado à prática escultórica. A escala da sua escultura materializa-se também nos seus desenhos, nomeadamente na série apresentada em 1983 na XVII Bienal de São Paulo, amplamente divulgada pela Universidade do Porto em 2004.
A selecção da madeira para o suporte tem em atenção a riqueza dos veios que apresenta. Os paus de grafite são segurados em molho e com gestos vigorosos e amplos estabelece a tensão entre a madeira e a grafite. Utiliza ainda traços isolados, individualizados nas suas obras.